# Přemysl Judit lengyel fejedelemné
Přemysl Judit (ismert még mint Csehországi Judit, csehül: Judita Přemyslovna, lengyelül: Judyta Przemyślidka; 1057 körül – 1086. december 25.), a Přemysl-házból származó cseh hercegnő, II. Vratiszláv cseh király és Magyarországi Adelhaid leánya, aki Ulászló Herman fejedelemmel kötött házassága révén lengyel fejedelemné 1080-tól 1086-os haláláig. Egyetlen gyermeke a későbbi Ferdeszájú Boleszláv lengyel fejedelem.

## Származása
Judit hercegnő 1057 körül született a cseh uralkodó dinasztia, a Přemysl-ház tagjaként. Apja a cseh fejedelem, az 1085-ben királlyá koronázott II. Vratiszláv cseh király, aki Megújító Břetislav cseh fejedelem és Schweinfurti Judit (Orseolo Péter magyar király későbbi feleségének) fia volt. Anya az Árpád-házból származó Magyarországi Adelhaid fejedelemné, aki I. András magyar király és Anasztaszija Jaroszlavna Rurikovna királyné leánya volt. Anyai nagyapai dédszülője Vazul, Mihály fia, míg anyai nagyanyai dédszülei Bölcs Jaroszláv kijevi nagyfejedelem és Ingegerd Olofsdotter (Olof Skötkonung svéd király leánya) voltak.
Csehországi Judit hercegnő volt szülei négy gyermeke közül a második, egyben a legidősebb leány. Testvérei közül az egyetlen felnőttkort megélt fivére II. Břetislav cseh fejedelem volt. Apja második házasságából Świętosława Swatawa királynétól (Megújító Kázmér lengyel fejedelem leányától), még öt féltestvére származott, köztük II. Bořivoj, I. Ulászló és I. Szobeszláv cseh fejedelmek.

## Házassága és gyermeke
1080 körül Judit házasságot kötött a Piast-dinasztiából való I. Ulászló Herman lengyel fejedelemmel. Ulászló Herman Megújító Kázmér lengyel fejedelem és Dobronyega Vlagyimirovna Rurikovna (Nagy Vlagyimir kijevi nagyfejedelem leányának) fia volt, egyben apja második házasságából, mostohaanyjának unokaöccse. Kettőjük házasságára azért volt szükség, hogy megszilárdítsák a cseh–lengyel szövetséget. Judit és Ulászló Herman 1085. június 15-én együtt vett részt Judit apjának királlyá koronázási ceremóniáján Prágában. Kapcsolatuk közel hat évig gyermektelen maradt, végül 1086. augusztus 20-án megszületett első és egyetlen gyermekük, Ferdeszájú Boleszláv. Judit négy hónappal később, december 25-én elhunyt. A Płocki székesegyházban temették el.
Férje három évvel később, 1089-ben másodjára is megházasodott, Sváb Juditot, volt sógora, Salamon magyar király özvegyét vette feleségül.